# Canmore

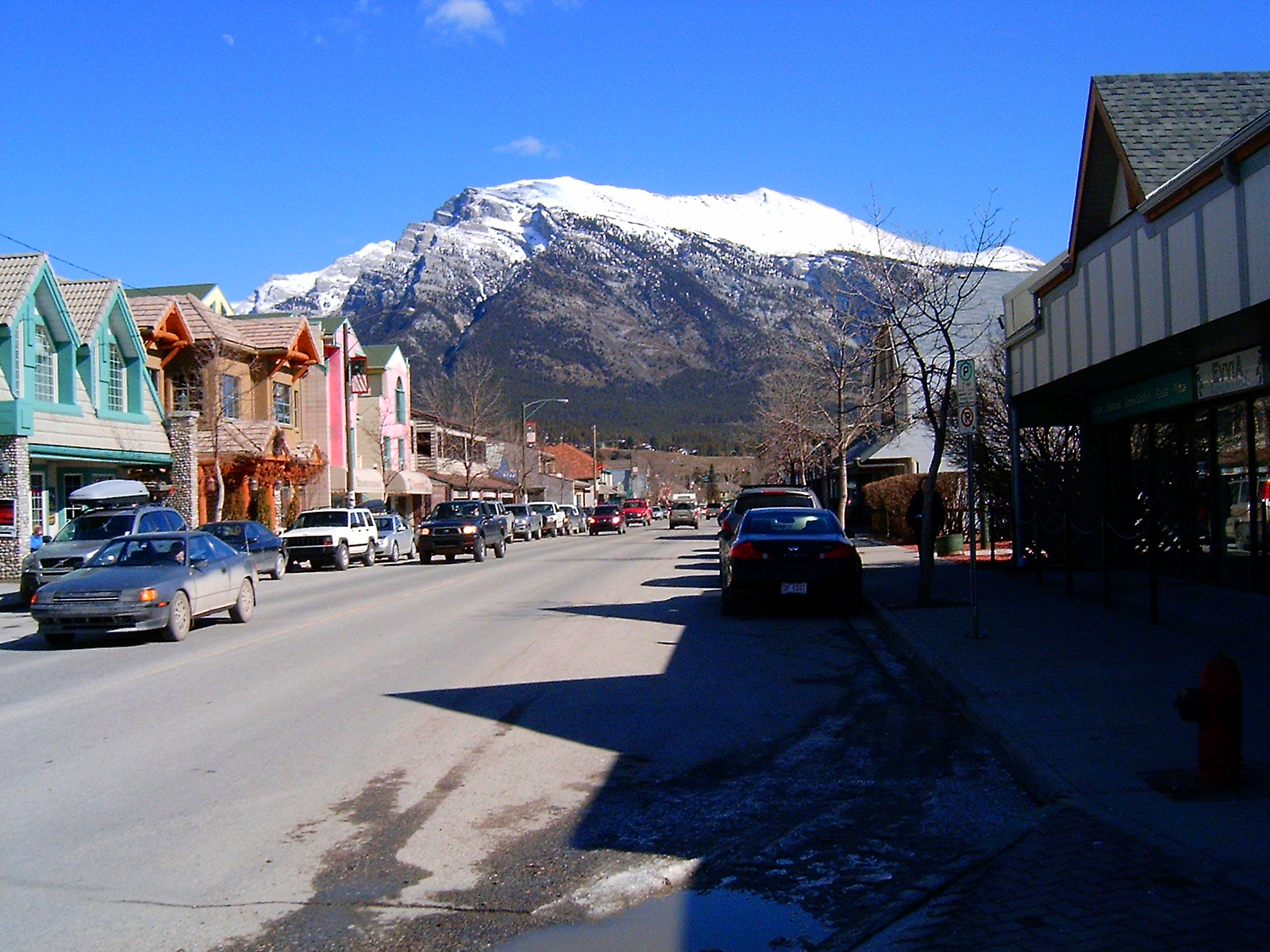
La calle principal de Canmore.

Canmore es un pueblo canadiense, situado en el oeste de la provincia de Alberta. Está al lado de la Carretera transcanadiense al oeste de Calgary, la ciudad más grande de Alberta.
Los deportes nórdicos de los Juegos Olímpicos de Calgary 1988 estuvieron en el Parque Provincial del Centro Nórdico de Canmore.

## Población
Según el censo de 2021, la población de Canmore era 16.000 (en 2001 era 10.792). El idioma inglés es el idioma principal (84,19%, 10.115 hablantes) y hay 550 hablantes del otro idioma principal de Canadá, el francés (4,57%). 35 hablan inglés y francés y 1.315 hablan otros idiomas no oficiales (10,92%). El más popular de los idioma no oficiales es el alemán (410, 3,41%). 180 (1,5%) de su población pertenece a las Primeras Naciones, pero no hay ningún habitante que puede hablar un idioma nativo. Hay 725 (6,02%) habitantes que no son blancos, el grupo más grande es el japonés (380, 3,16%).